# Rosa Olivares
Rosa Olivares (Madrid, 14 de septiembre de 1955) es una periodista, editora, comisaria y crítica de arte española. Fue directora y miembro del equipo fundador de la revista Lápiz, y creadora en el 2000 de la revista de fotografía e imagen Exit.

## Trayectoria

### Actividad editorial y periodística
Es licenciada en Ciencias de la Comunicación por la Universidad Complutense de Madrid y realizó estudios complementarios de Historia del Arte y Literatura española. En la actualidad reside entre España y México.
Desde 1975 ha sido colaboradora como periodista y crítica en diversos medios de información como RNE, La Vanguardia, La Razón, ABC Cultural, El Cultural de El Mundo así como en revistas especializadas del mundo del arte contemporáneo.
En 1982 formó parte del equipo fundacional de LAPIZ, Revista Internacional de Arte, asumiendo primero la subdirección y posteriormente la dirección de la revista hasta 1999. En los años 80 fue pionera en la organización de exposiciones fotográficas.
En el año 2000 crea la revista Exit. Imagen & Cultura de la que es directora y editora, una publicación trimestral dedicada a la fotografía contemporánea.En 2002 publica también Exit Book, una nueva revista dedicada al análisis y comentario de libros de arte y de cultura visual, y dos años después, en febrero de 2004, publica Exit Express un periódico mensual de arte contemporáneo y debate artístico. En 2013 crea EXIT la Librería, la primera librería especializada en arte contemporáneo, en Ciudad de México.
En paralelo a su trabajo como periodista y escritora ha realizado cursos y seminarios en diversos centros nacionales e internacionales sobre arte y su entorno contemporáneo. 

### Comisariado
Desde la década de los 90 comisaría exposiciones de arte contemporáneo, entre las que se encuentran, 1994 "Mujeres.10 fotógrafas / 50 retratos", en el festival Tarazona Foto, Zaragoza, y en la Fundación Arte y Tecnología, Fund. Telefónica, Madrid. 
1996 "Cristal Oscuro. Fotografías de Valentín Vallhonrat", en las salas del Centro Nacional de Exposiciones, Madrid, y en el Museo de Arte Contemporáneo, Sevilla y Diálogos: Andres Serrano - Leonel Moura", en el Museo Extremeño e Iberoamericano de Arte Contemporáneo (MEIAC), Badajoz. 1999-2000 "Isla de Esculturas de Pontevedra”, (en colaboración con X. Antón Castro),
Durante el Año Xacobeo 99, realización de un parque de esculturas con obra permanente de Robert Morris, Ian Hamilton Finlay, Anne-Marie & Patrick Poirier, Richard Long, Giovanni Anselmo, Jenny Holzer, José Pedro Croft, Ulrich Rückriem, Fernando Casás, Francisco Leiro y Enrique Velasco. 2003 
“Cuadros de una exposición: fondos de la colección de fotografía de la Comunidad de Madrid”, Consejería de las Artes, Sala Alcalá 31, Madrid. 2007 “Documentos. Memoria del futuro”, Koldo Mitxelena Kulturunea, San Sebastián, Guipúzcoa. MARCO, Museo de Arte Contemporáneo de Vigo. “Cazadores de Sombras. 16 Artistas Españoles”, Museo Arte Moderno de Bogotá, Colombia. Itinerancia por Sao Paulo, Brasil; San José de Costa Rica, Costa Rica; Lima, Perú, Argentina, durante 2008. “Periferias”, Centro Atlántico de Arte Contemporáneo, dentro de la II Bienal de Arquitectura, Arte y Paisaje de Canarias. Las Palmas de Gran Canaria.
En 2012 fue comisaria de la exposición "En cuatro movimientos" de la artista española Esther Ferrer en el museo Artium de Vitoria. itinera posteriormente al Museo CGAC de Galicia en el año 2012, “Contexto Crítico. Fotografía española siglo XXI”. Tabacalera, Madrid. Ministerio de Educación y Cultura 2013 y organiza encuentros internacionales de comisarios y profesionales del sector artístico. entre otros,  el “II Encuentro Internacional de Comisarios de Arte”, que tiene lugar en la Sala Amárica, Vitoria. 
Olivares es miembro fundadora y asesora del Museo Extremeño e Iberoamericano de Arte Contemporáneo (MEIAC) de Badajoz, y en 2007 formó parte del jurado que eligió a Manuel Borja-Villel nuevo director del Museo Reina Sofía. 
En 2004 el Consejo de Críticos de Arte, la nombró presidenta de dicha asociación. Formó parte de la Junta Directiva del Instituto de Arte Contemporáneo, IAC, constituido en Madrid en 2004, cargo del que dimite en 2005.

## Publicaciones
Olivares ha editado a través de la editorial Exit Publicaciones los monográficos 100 Fotógrafos Españoles / 100 Spanish Photographers (2005), 100 Artistas Latinoamericanos / 100 Latin American Artists (2007), 100 Artistas Españoles / 100 Spanish Artists (2009), 100 Videoartists (2010), Palabra de Artista. 30 años de entrevistas con artistas españoles (2012) y Contexto Crítico. Fotografía española siglo XXI (2013).
También ha escrito textos para numerosos catálogos de exposiciones en diversas instituciones públicas y privadas como el catálogo razonado del fotógrafo “Rafael Navarro“, en la editorial Editions Ides & Calendes, de Zürich, Suiza. 2000 Pablo Genovés editado en la colección Photobolsillo, de la Caja de Madrid.